# Girling Motors
Girling Motors Ltd. war ein britischer Hersteller von Automobilen.

## Unternehmensgeschichte
Das Unternehmen aus Bedford begann 1913 mit der Produktion von Automobilen. Der Markenname lautete Girling. 1914 endete die Produktion. Ein Großteil der Produktion wurde nach Australien exportiert.

## Fahrzeuge
Im Angebot stand ein Cyclecar. Es war ein Dreirad. Ein luftgekühlter Einzylindermotor aus eigener Fertigung mit 6 PS Leistung war mit einem Friktionsgetriebe verbunden und trieb über eine Kardanwelle das einzelne Hinterrad an. Zusätzlich zu den üblichen zwei Sitzen befand sich ein dritter Sitz oberhalb des Hinterrades. Der Neupreis betrug 110 Pfund inklusive eines Ersatzrades.